# Cristian Biancone
Cristian Biancone (Colleferro, 5 novembre 1977) è un ex calciatore italiano, di ruolo attaccante.

## Carriera
In carriera ha totalizzato 77 presenze (e 8 reti) in Serie B. Nel marzo 2014 firma per l' A.S.D. Soverato Beach Soccer che parteciperà al Super Eight Beach Soccer Tournament 2014. Dal 2016 lavora come assicuratore e broker assicurativo a Pisa. Nel 2019 firma per il Calci. È allenatore delle giovanili del Valgraziosa, del Calci e della Virtus Viareggio

## Palmarès

### Club

#### Competizioni nazionali
- Campionato italiano Serie C1: 2

Ascoli: 2001-2002
Catanzaro: 2003-2004
- Supercoppa di Lega Serie C1: 1

Ascoli: 2002
- Coppa Italia Lega Pro: 1

Sorrento: 2008-2009